# Trudoliubivka, Sokal
Trudoliubivka (în ucraineană Трудолюбівка) este un sat în comuna Teleaj din raionul Sokal, regiunea Liov, Ucraina.

## Demografie
Componența lingvistică a localității Trudoliubivka
     Ucraineană (100%)
Conform recensământului din 2001, toată populația localității Trudoliubivka era vorbitoare de ucraineană (100%).